# Eva Joly
Eva Joly (nombre de nacimiento: Eva Gro Farseth) es una magistrada francesa, hoy jubilada, de origen noruego. Nació en Oslo el 5 de diciembre de 1943.
De 2009 a 2019, fue eurodiputada de la circunscripción de Isla de Francia, electa en la lista presentada por Europa Ecología. Fue también la candidata oficial del partido Europa Ecología Los Verdes para las elecciones presidenciales de Francia de 2012.

## Biografía
A los 18 años, Eva Joly se trasladó a París para trabajar como fille au pair. Allí, contra la voluntad de los padres, se casó con el hijo de la familia que la acogía, Pascal Joly (hoy fallecido).
Como magistrada, es una de las iniciadoras de la Declaración de París con el antiguo procurador de Ginebra Bernard Bertossa, el juez español Baltasar Garzón, el juez italiano Antonio Di Pietro y el juez chileno Juan Guzmán, quién inculpó a Augusto Pinochet.

### Compromiso político
En octubre de 2008 se unió a Europa Ecología, y ocupó la segunda posición en la lista de los ecologistas en Isla de Francia para las Elecciones europeas. La lista encabezada por Daniel Cohn Bendit recoge un 20,86% de los votos, y es elegida eurodiputada el 7 de junio de 2009.
En 2010 anuncia su intención de presentar su candidatura por Europe Écologie-Les Verts en las elecciones presidenciales de Francia de 2012. Eva Joly es considerada como la favorita en la Primaria ecologista, antes de la declaración de candidatura de Nicolas Hulot.
El 29 de junio de 2011, logra un 49,75% de los votos de los militantes del partido, frente a Nicolas Hulot (un 40,22%).
El 12 de julio de 2011, Joly obtuvo el 58,16% de los votos; mientras que Hulot obtuvo un 41,34%, convirtiéndose en la candidata de Europe Écologie-Les Verts (EELV) para la elección presidencial de 2012.